# Sindrome d'astinenza
DipendenzaStato medico caratterizzato da ricerca compulsiva di stimoli gratificanti, nonostante le conseguenze negative
Comportamento di dipendenzaComportamento che è al tempo stesso gratificante e di rinforzo
Farmaco-dipendenzaFarmaco che è al tempo stesso gratificante e di rinforzo
TossicodipendenzaStato di adattamento associato a una sindrome di astinenza al momento della cessazione dell'esposizione ripetuta a uno stimolo (ad esempio, l'assunzione di farmaci)
Tolleranza inversa o sensibilizzazione al farmacoEffetto crescente di un farmaco derivante dalla somministrazione ripetuta a una data dose
Sindrome da astinenzaSintomi che si verificano al momento della cessazione del consumo ripetuto di sostanze
Dipendenza fisicaDipendenza che comprende i sintomi persistenti di astinenza fisica-somatico (ad esempio, la fatica e il delirium tremens)
Dipendenza psicologicaDipendenza che comprende i sintomi di astinenza emotivo-motivazionali (ad esempio, disforia e anedonia)
Stimoli rinforzoStimoli che aumentano la probabilità di comportamenti ripetuti associati loro
Stimoli gratificantiStimoli che il cervello interpreta come intrinsecamente positivo o come qualcosa a cui avvicinarsi
SensibilizzazioneRisposta aumentata a uno stimolo derivante dalla ripetuta esposizione a esso
Disturbo da uso di sostanzeCondizione in cui l'uso di sostanze porta a una compromissione funzionale significativa o disagio
TolleranzaDiminuzione dell'effetto di un farmaco dovuto alla somministrazione ripetuta a una data dose
La sindrome o crisi d'astinenza è una sindrome, caratterizzata da segni e sintomi sostanza-specifici, che appaiono alla sospensione o alla riduzione dell'utilizzo di una sostanza con effetti farmacologici assunta a dosi elevate e per un lungo periodo di tempo.
La sindrome di astinenza neonatale è un'entità nosologica a parte, riferibile ai casi di neonati da madri tossicodipendenti.

## Classificazioni cliniche

### ICD-10
Le sindromi d'astinenza comprese nella Classificazione ICD-10 sono:
- Sindrome da astinenza da alcol (F10.3)
- Sindrome d'astinenza da oppioidi (F11.3)
- Sindrome d'astinenza da cannabinoidi (F12.3)
- Sindrome d'astinenza da sedativi o ipnotici (F13.3)
- Sindrome d'astinenza da cocaina (F14.3)
- Sindrome d'astinenza da caffeina e altri stimolanti (F15.3)
- Sindrome d'astinenza da allucinogeni (F16.3)[senza fonte]
- Sindrome d'astinenza da nicotina (F17.3)
- Sindrome d'astinenza da solventi volatili (F18.3)
- Sindrome d'astinenza da altre sostanze psicoattive o da uso multiplo di sostanze stupefacenti (F19.3)

### DSM
Il DSM IV-TR suddivide le sostanze per categorie. Tra le sostanze possibilmente causa di crisi d'astinenza non sono compresi caffeina, cannabinoidi, allucinogeni, fenciclidina e solventi volatili.

#### Sostanze depressive
Comprendono alcol, sedativi, ipnotici e ansiolitici. 
La sindrome d'astinenza è definita dalla presenza, entro ore o giorni dalla cessazione dell'uso della sostanza dopo un lungo periodo di assunzione, di almeno due dei seguenti:
- Iperattività del sistema nervoso autonomo
- Aumentato tremore delle mani
- Insonnia
- Nausea e vomito
- Presenza transitoria di allucinazioni visive, uditive o tattili
- Agitazione psicomotoria
- Crisi tonico-cloniche
- Stato ansioso

Tali sintomi devono presentarsi in modo da causare uno stress clinicamente significativo o influire negativamente sulla vita sociale e lavorativa. Inoltre si deve escludere che tali sintomi siano dovuti ad altri disordini mentali.

#### Sostanze eccitanti
Comprendono cocaina e amfetamine. 
La sindrome d'astinenza è definita dall'insorgenza, entro ore o giorni dalla cessazione d'uso della sostanza dopo un lungo periodo di assunzione, di uno stato disforico e di almeno due dei seguenti:
- Astenia
- Attività onirica viva e spiacevole
- Insonnia o ipersonnia
- Aumento dell'appetito
- Agitazione o rallentamento psicomotorio

Tali sintomi devono presentarsi in modo da causare uno stress clinicamente significativo o influire negativamente sulla vita sociale e lavorativa. Inoltre si deve escludere che tali sintomi siano dovuti ad altri disordini mentali.

#### Nicotina
L'astinenza da nicotina viene definita dalla presenza, entro 24 ore dalla cessazione d'uso della sostanza dopo un lungo periodo di assunzione, di almeno quattro dei seguenti:
- umore depresso o disforico
- insonnia
- irritabilità, frustrazione o rabbia
- stato ansioso
- difficoltà di concentrazione
- irrequietezza
- bradicardia
- aumento di appetito o peso

Tali sintomi devono presentarsi in modo da causare uno stress clinicamente significativo o influire negativamente sulla vita sociale e lavorativa. Inoltre si deve escludere che tali sintomi siano dovuti ad altri disordini mentali.

#### Oppioidi
L'astinenza da oppioidi viene definita dalla presenza, entro minuti o giorni dalla cessazione d'uso della sostanza dopo un lungo periodo di assunzione o successivamente all'utilizzo di antagonista oppiaceo dopo un qualsiasi periodo di assunzione, di almeno tre dei seguenti:
- disforia
- nausea o vomito
- mialgia
- lacrimazione o rinorrea
- midriasi, piloerezione o iperidrosi
- diarrea
- febbre
- insonnia
- sonnolenza

Tali sintomi devono presentarsi in modo da causare uno stress clinicamente significativo o influire negativamente sulla vita sociale e lavorativa. Inoltre si deve escludere che tali sintomi siano dovuti ad altri disordini mentali.